# تجربة شتيرن-غيرلاخ

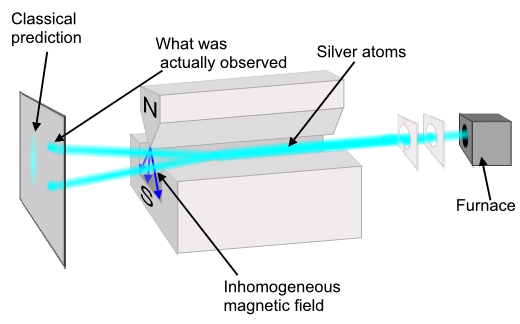
العناصر الأساسية للتجربة ستيرن-غيرلاخ. عندما تمر ذرات الفضة بين قطبي المغناطيس تنفصل تحت تأثير المجال المغناطيسي إلى شعاعين بدلا من شعاع واحد ؛ هذا بسبب العزم المغزلي لذرة الفضة الذي يتسبب في عزمها المغناطيسي.

تجربة شتيرن-غيرلاخ (بالإنجليزية: Stern–Gerlach experiment)‏، سميت التجربة باسم عالمي الفيزياء الألمان أوتو شتيرن والتر جيرلاخ، وهي تجربة هامة في ميكانيكا الكم عن انحراف الجسيمات الأولية عند مروره خلال مجال مغناطيسي غير متجانس بسبب العزم المغناطيسي للجسيم. أجريت التجربة في عام 1922 وتوصل العلماء بعد ذلك على أساسها إلى معرفة أن للإلكترون عزم مغزلي كمومي مقداره 1/2، يسمى Spin.
أجريت تجربة شتيرن -غيرليتش عام 1922 لأثبات صحة نظرية الكم التي أفادت بأن كمية الحركة المدارية للإلكترون حول النواة كمومية (أي تتخذ قيم محددة منفصلة). أجريت التجربة باستخدام مغناطيس طويل يبلغ طوله نحو 1 متر مشكلة قطبيه بحيث يعطيان مجالا مغناطيسيا غير متجانس. وأختيرت ذرات الفضة لتمر بين قطبي المغناطيسي حيث أن لها عزما مغناطيسيا، يمكن أن يتفاعل مع المجال المغناطيسي للمغناطيس؛ ومشاهدة نتيجة ذلك خلف المغناطيس.
وباستخدام هذا المبدأ على نموذج ذرة الهيدروجين أدى إلى احتساب نصف قطر مدار الإلكترون المسموح أن يشغله حول النواة، وكذلك حساب السرعات التي يمتلكها الإلكترون حول النواة، وكذلك حساب الطاقة الكلية للإلكترون.
أدت نتائج تجربة شتيرن - جيرلاخ إلى تطبيقات مفيدة في مجال التشخيص الطبي والصناعة.

## التجربة
تتكون هذه التجربة من مغناطيس طويل ينتج حقلا مغناطيسيا غير متجانس عن طريق تشكيل خاص لقطبيه. فقد شكّل القطب الشمالي مدببا فتكون شدة الحقل المغناطيسي كبيرة عند منشئه، بينما القطب الجنوبي مقعرا بحيث يقل عنده شدة الحقل المغناطيسي؛ أي ينتج هذا المغناطيس مجالا مغناطيسيا غير متجانس). وقام العلمان «شتيرن» و«غيرلاخ» بتسخين عينة من الفضة في فرن كهربائي فتنطلق حزمة من ذرات الفضة وتمر خلال هذا المجال المغناطيسي الغير منتظم. خلف المغناطيس يوجد لوح زجاجي يمكن لذرات الفضة الترسب عليه بعد مرورها بين قطبي المغناطيس.
وجد ان ذرات الفضة تترسب في بقعتين منفصلتين؛ وهذا معناه أن المجال المغناطيسي الخارجي يفصل شعاع الفضة إلى شعاعين.

## خصائص ذرة الفضة
لم يكن العزم المغزلي للإلكترون معروفا وقت شتيرن وجيرلاخ. ولكن كان معروفا أن العزم المغناطيسي لذرة يتكون من محصلة العزم المداري لجميع الإلكترونات فيها، حيث يمكن اهمال العزم المغناطيسي الناشيء عن النواة الذرية. ولكن ذرة الفضة لها عزم مغناطيسي متمثل في الـ spin الذي يمتلكه الإلكترون الموجود في غلافها
5s , لأن جميع الإلكترونات الأخرى في ذرة الفضة لها عزما مداريا يساوي 0 طبقا لنموذج الأغلفة الإلكترونية الكاملة في الذرات.
الإلكترون 5s في ذرة الفضة - وهو الغلاف الخارجي - له عدد الكم المداري {\displaystyle l=0} (حيث ليس له عزما مداريا). فتكون محصلة العزم المداري لذرة الفضة مكونة من العزم المغزلي spin لهذا لإلكترون فقط، وتتصرف ذرة الفضة بأكملها كجسيم له عدد كمي مغزلي 1/2 . ولكن الفرق بين الإلكترون وذرة الفضة أن ذرة الفضة متعادلة كهربائيا أما الإلكترون فهو يحمل وحدة الشحنة الكهربية. وبناء على ذلك لن تتأثر ذرة الفضة بقوة لورينتز أثناء مرورها في المجال المغناطيسي. ويكون التأثير الحاصل هو تفاعل العزم المغناطيسي لذرة الفضة مع المجال المغناطيسي الخارجي الغير متجانس.
وجد أن ذرات الفضة تترسب في بقعتين منفصلتين على لوح الزجاج الموجود خلف المغناطيس.

## تفسير نتيجة التجربة
لذرة الفضة عزما مغناطيسيا {\displaystyle {\vec {\mu }}} ذو قيمة معينة، ويؤثر عليه مجال مغناطيسي خارجي غير متجانس
{\displaystyle {\vec {B}}} بالقوة:
{\displaystyle {\vec {F}}=\nabla \left({\vec {\mu }}\cdot {\vec {B}}\right)={\begin{pmatrix}0\\0\\\mu _{z}\cdot {\frac {\partial B}{\partial z}}\end{pmatrix}}}
(وقد اختير المحور z في الشكل: في التجاه الرأسي.) وطبقا لمقدار المركبة z للعزم المغناطيسي لذرات الفضة {\displaystyle \mu _{z}} ؛ أي حسب أتجاه العزم المغناطيسي لذرات الفضة بالنسبة إلى اتجاه المجال المغناطيسي الخارجي، تؤثر قوى مختلفة على ذرات الفضة، أما أن تكون موازية أو معكوسة بالنسبة لاتجاه المجال. طبقا للميكانيكا الكلاسيكية نتوقع انفراجا متساويا لشعاع ذرات الفضة خلف المغناطيس في الاتجاه ±z.

إسقاط العزم المغزلي لجسيم ذو عزم مغزلي ½ على المحور z.

ولكن النتيجة كانت مفاجأة للباحثين حيث ترسبت ذرات الفضة على الحائل الزجاجي في بقعتين منفصلتين.
ينشأ العزم المغناطيسي من العزم الدوراني للذرة {\displaystyle {\vec {S}}} ويكون موازيا له. العزم الدوراني في حالة ذرة الفضة عو العدد الكمي ½ وهو يمكن أن يتخذ في الاتجاه z -إما الوضع {\displaystyle -\hbar /2} أو الوضع {\displaystyle +\hbar /2\,} (حيث{\displaystyle \hbar } ثابت بلانك المخفض). هذا يماثل في التصور الكلاسيكي (القديم) كرة مشحونة تدور بسرعة منتظمة إما إلى اليسار أو إلى اليمين. وطبقا للميكانيكا الكلاسيكية فيمكن لمتجه عزم الدوران اتخاذ أي زاوية بالنسبة للإتجاه z .
ونظرا لأن العزم المغناطيسي {\displaystyle {\vec {\mu }}} موازيا لعزم الدوران {\displaystyle {\vec {S}}} ، فيمكن للمركبة
z للعزم المغناطيسي {\displaystyle {\vec {\mu }}} للجسيم قيمة معينة موجبة أو نفس تلك القيمة المعينة سالبة. ولهاذ تؤثر على كل ذرة من ذرات الفاضة المارة خلال المجال المغناطيسي الخارجي نفس القوة بحسب اتجاه عزمها المغناطيسي، ولكن تكون معكوسة عرضيا مع خط سيرها. فينقسم شعاع ذرات الفضة إلى شعاعين، ويترسبان على الحائل الزجاجي في بقعتين منفصلتين.

## عودة إلى التاريخ

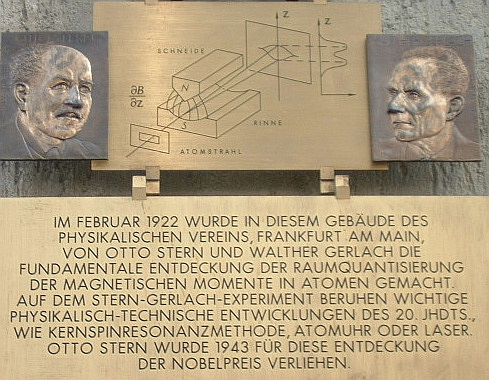
لوحة تذكارية على مبنى الجمعية الفيزيائية الألمانية في فرانكفورت أم ماين.

تمت تجربة شتيرن-جيرلاخ في فبراير من عام 1922 في مبنى الاتجاد الفيزيائي في مدينة فرانكفوت أم ماين بألمانيا.
وكانت النتيجة مفاجئة، حيث أنها تدل على جسيمات لها عزم دوراني 1/2، لم يكن معروفا حتى ذلك الحين. وقد استخدم العالمان الفيزيائيان الفضة لأسباب عملية حيث يمكن تعيينه على اللوحة الزجاجية.
وكانا قد أثبتا قبل ذلك أن ذرة الفضة لها عزما مغناطيسيا في حالتها الأرضية المستقرة يختلف عن الصفر. وبعد قيامهم بقياس لهذا العزم المغناطيسي
 تبين أنه يعطي المقدار المنتظر، 1 مغنطون بور. بالنسبة إلى نموذج بور - سومرفيلد للذرة يكون لعزم دوران مقداره عدد الكم المداري {\displaystyle l} = 1 . وبناء على ذلك انتظر العالمان انشقاق شعاع الفضة إلى ثلاثة أشعة طبقا للمعادلة {\displaystyle 2l+1=3} ، ولكنهما لم يجدا الشعاع الوسطي من التجربة.
تبين من ذلك وجود تأثير مرئي من خلال التجربة وهو «كمومية الاتجاه»، ولكن تفسير تلك المشاهدة لم يتوصل إليه العلماء إلى في عام 1925 باكتشافهم العزم المغزلي للإلكترون. وفي عام 1927 أجرى العالمان الفيزيائيان «فيليب» و «تايلور» تجربة شتيرن-جيرلاخ على ذرات الهيدروجين وحصلا أيضا على شعاعين منفصلين لذرات الهيدروجين.
واكتشف أن العزم المغزلي للإلكترون - وهو الحامل الفعلي للعزم المغناطيسي لذرة ما - له عدد كم مغزلي يساوي 1/2.

## تطبيقات
- يستخدم تصوير الرنين المغناطيسي لغرض تشخيصي مثل تصوير الأوردة والشرايين، أو تصوير التغيرات العصبية في الدماغ. والرنين المغناطيسي يعتبر أفضل أنواع التصوير في توضيح الأنسجة وسوائل الجسم، وكذلك يستخدم لتخطيط الخطط العلاجية القائمة على العلاج الإشعاعي.

قبل الفحص بالرنين المغناطيسي يجب مراجعة التاريخ المرضي والتأكد بشكل تام من عدم وجود جراحات سابقة أو حوادث أدت إلى تواجد معادن في الجسم مثل الشظايا، ويتم التأكد من ذلك عبر الفحص بالأشعة المعتادة الروتينية & مرور المريض من خلال كاشف معادن.
- عودة إلى التاريخ، ففي عام 1930 قام «ايسيدور رابي» باستخدام طريقة شتيرن-جيرلاخ وبين مع زملائه أنه باستخدام مجال مغناطيسي متغير زمنيا يمكن إجبار العزم المغناطيسي لجسيمات على الانتقال من حالة معية إلى حالة أخرى. ومن خلال تجارب عديدة توصلوا في عام 1937 إلى اكتشاف إمكانية انتقال من حالة لأخرى تحت تأثير مجال تردد راديوي. تسمى تلك الظاهرة رنين رابي وقد أدى هذا رنين راب هذا إلى اختراع طريقة التصوير بالرنين المغناطيسي، التي أصبحت منتشرة في المستشفيات.
- استخدام آخر وهو إنتاج أشعة جسيمات مستقطبة (أي شعاع يكون فيه العزم المغناطيسي للجسيمات في اتجاه واحد فقط).

كل من الشعاعين في تجربة شتيرن- غيرلاخ يعتبر مستقطبا تماما. أي أن كل شعاع من الشعاعين يحتوي على ذرات فضة لها اتجاه عزم مغناطيسي معكوس بالنسبة للشعاع الآخر. ولهذا تستخدم تلك الظاهرة في تصنيع مصادر تنتج أشعة مستقطبة لأيونات، وغالبا تكون بروتونات أو ديوترونات تستخدم في معجلات الجسيمات.
يمر شعاع الذرات فيها خلال مغناطيس رباعي الأقطاب أو سداسي الأقطاب بدلا من قطبين إثنين. أمثال ذلك المغناطيس تركز الذرات ذات اتجاه معين لعزم الدوران في وسط محور الاتجاه، بينما الذرات الأخرى فهي لا تركز وتنتشر حول الشعاع المركز. ومن هذا الشعاع المركز يمكن إنتاج شعاع أيونات مستقطبة عن طريق تمريره خلال مجال مغناطيسي خارجي؛ باستغلال ظاهرة انقسام الشعاع تحت فعل البنية الفائقة الدقة للذرات.